# اوتنه ریدر
اوتنه ریدر (انگلیسی: Utne Reader) فصل‌نامه‌ای آمریکایی است که مقالات مربوط به سیاست، فرهنگ و محیط را عمدتاً از رسانه‌های بدیل مانند مجلات، روزنامه‌ها، هفته‌نامه‌ها، مج‌ها، موسیقی و دی‌وی‌دی‌ها، جمع‌آوری و منتشر می‌کند.
نویسندگان و ویراستاران این مجله، به کتاب‌ها، فیلم‌ها، ریویوهای موسیقی و مقالات اصلی که تمایل‌شان تمرکز بر روندهای فرهنگی درحال ظهور است، کمک می‌کنند. وبسایت مجله شامل ده وبلاگ می‌شود که سیاست، محیط، رسانه، معنویت، علم و فناوری، نویسندگی و هنر را پوشش می‌دهند. این مجله نام خود را از بنیانگذارش اریک اوتنه برگرفته‌است.